# Campionato europeo maschile under 19 di calcio 2010
Il Campionato europeo di calcio Under-19 2010 è stata la 58ª edizione del Campionato europeo di calcio Under-19 organizzato dalla UEFA. Le partite sono state disputate in Bassa Normandia, Francia, dal 18 al 30 luglio.

## Squadre

### Qualificazioni
Il primo girone di qualificazione è stato disputato tra il 1º settembre e il 30 novembre 2009: le 52 rappresentative sono state divise in 13 gironi. Hanno avuto accesso alla seconda fase le prime due di ogni girone più le due migliori terze escludendo il risultato della partita contro l'ultima squadra del proprio girone.
Nel Turno Elite, che ha avuto inizio il 15 aprile e terminerà il 31 maggio, le 28 squadre rimaste sono state divise in sette gironi, le cui vincenti accederanno dalla fase finale del torneo.

#### Squadre qualificate
| Squadra     |
| ----------- |
| Austria     |
| Croazia     |
| Francia     |
| Inghilterra |
| Italia      |
| Paesi Bassi |
| Portogallo  |
| Spagna      |

## Gli stadi
Gli stadi scelti per ospitare la fase finale sono quattro:
| Città      | Stadio                | Capacità |
| ---------- | --------------------- | -------- |
| Bayeux     | Stade Henry Janne     |          |
| Caen       | Stade Michel d'Ornano |          |
| Flers      | Stade du Hazé         |          |
| Mondeville | Stade Michel Farré    |          |
| Saint-Lô   | Stade Louis Villemer  |          |

## Fase a gironi
Le prime due squadre di ogni girone si qualificano per le semifinali del torneo, le prime tre si qualificano per la Coppa del Mondo Under 20 del 2011
A parità di punti i criteri per determinare la classifica sono i seguenti:
- punti negli scontri diretti
- differenza reti negli scontri diretti
- gol fatti negli scontri diretti

Se due squadre sono ancora appaiate dopo aver applicato questi criteri, si riapplicano gli stessi per decidere chi dei due è avanti. In caso di ulteriore parità si utilizzano (nell'ordine) i seguenti criteri:
- differenza reti nel girone
- gol fatti nel girone
- classifica Fair Play
- sorteggio

Se due squadre a pari punti, con la stessa differenza reti e gli stessi gol segnati si incontrano nell'ultima giornata del girone e la partita finisce in parità, saranno i calci di rigore a decidere la loro posizione in classifica.
| Leggenda                                                    |
| ----------------------------------------------------------- |
| Qualificate alla semifinale e per il Mondiale Under-20 2011 |
| Qualificata per il Mondiale Under-20 2011                   |

### Girone A

#### Classifica
| Squadre     | Punti | G | V | N | P | GF | GS | DR |
| ----------- | ----- | - | - | - | - | -- | -- | -- |
| Francia     | 7     | 3 | 2 | 1 | 0 | 10 | 2  | +8 |
| Inghilterra | 4     | 3 | 1 | 1 | 1 | 4  | 4  | 0  |
| Austria     | 3     | 3 | 1 | 0 | 2 | 3  | 8  | -5 |
| Paesi Bassi | 3     | 3 | 1 | 0 | 2 | 2  | 5  | -3 |

#### Risultati
| Arbitro: | Vladislav Bezborodov |

|                                                       |           |            |
| Kakuta 20’ Bakambu 37’, 90+3’ Martins Indi 84’ (aut.) | Marcatori | 55’ Cabral |

| Arbitro: | Andreas Heraf |

|                       |           |                            |
| Alaba 51’ Trauner 73’ | Marcatori | 13’, 29’ Nouble 53’ Cruise |

| Arbitro: | Alan Black |

|                                                 |           |  |
| Griezmann 19’, 73’ Lacazette 66’, 83’ Reale 80’ | Marcatori |  |

| Arbitro: | Gediminas Mažeika |

|             |           |  |
| Berghuis 6’ | Marcatori |  |

| Arbitro: | Stephan Studer |

|                |           |           |
| Phillips 90+3’ | Marcatori | 56’ Tafer |

| Arbitro: | Matej Jug |

|  |           |                     |
|  | Marcatori | 87’ (rig.) Djuricin |

### Girone B

#### Classifica
| Squadre    | Punti | G | V | N | P | GF | GS | DR |
| ---------- | ----- | - | - | - | - | -- | -- | -- |
| Spagna     | 9     | 3 | 3 | 0 | 0 | 7  | 1  | +6 |
| Croazia    | 4     | 3 | 1 | 1 | 1 | 6  | 2  | +4 |
| Portogallo | 3     | 3 | 1 | 0 | 2 | 3  | 8  | -5 |
| Italia     | 1     | 3 | 0 | 1 | 2 | 0  | 5  | -5 |

#### Risultati
| Arbitro: | Alan Black |

|                  |           |                         |
| Andrijašević 42’ | Marcatori | 53’ Alcántara 64’ Rodri |

| Arbitro: | Gediminas Mažeika |

|  |           |                                         |
|  | Marcatori | 51’ Nélson Oliveira 63’ Sérgio Oliveira |

| Mondeville 21 luglio 2010, ore 16:00 CEST | Croazia        | 0 – 0 | Italia | Stade Michel Farré\| Arbitro: \| Stephan Studer \| |
| Arbitro:                                  | Stephan Studer |       |        |                                                    |

| Arbitro: | Matej Jug |

|                  |           |           |
| Pacheco 12’, 88’ | Marcatori | 78’ Pinto |

| Arbitro: | Markus Strömbergsson |

|  |           |                                                        |
|  | Marcatori | 19’ (rig.) Andrijašević 25’, 37’, 69’ Pamić 67’ Ozobić |

| Arbitro: | Vladislav Bezborodov |

|                                             |           |  |
| Rochina 17’ Pacheco 23’ Calvente 57’ (rig.) | Marcatori |  |

## Fase a eliminazione diretta
|  | Semifinali | Semifinali  | Semifinali |        |         | Finale  | Finale | Finale |  |
|  |            |             |            |        |         |         |        |        |  |
|  | 1A         | Francia     | 2          |        |         |         |        |        |  |
|  | 1A         | Francia     | 2          |        |         |         |        |        |  |
|  | 2B         | Croazia     | 1          |        |         |         |        |        |  |
|  | 2B         | Croazia     | 1          |        | Francia | Francia | 2      |        |  |
|  |            |             |            |        | Francia | Francia | 2      |        |  |
|  |            |             | Spagna     | Spagna | 1       |         |        |        |  |
|  | 1B         | Spagna      | Spagna     | Spagna | 1       | 3       |        |        |  |
|  | 1B         | Spagna      |            |        |         |         |        |        |  |
|  | 2A         | Inghilterra | 1          |        |         |         |        |        |  |

### Semifinali
| Arbitro: | Vladislav Bezborodov |

|                        |           |          |
| Kakuta 37’ Bakambu 83’ | Marcatori | 4’ Ademi |

| Arbitro: | Markus Strömbergsson |

|                                  |           |             |
| Pacheco 12’ Keko 34’ Canales 57’ | Marcatori | 37’ Bostock |

### Finale
| Arbitro: | Stephan Studer |

|                        |           |             |
| Sunu 49’ Lacazette 85’ | Marcatori | 18’ Rodrigo |

## Marcatori
4 goal
- Daniel Pacheco
- Alexandre Lacazette

3 goal
- Zvonko Pamić
- Gaël Kakuta
- Rodrigo Moreno Machado

2 goal
- Franko Andrijašević
- Frank Nouble
- Antoine Griezmann
- Cédric Bakambu

1 goal
- Thiago Alcántara
- Ezequiel Calvente
- Rúben Rochina
- Keko

- Sergio Canales
- Nélson Oliveira
- Sérgio Oliveira
- Rubén Pinto
- Filip Ozobić
- Arijan Ademi
- David Alaba
- Gernot Trauner
- Marco Djuricin
- Enzo Reale
- Yannis Tafer
- Gilles Sunu
- Thomas Cruise
- Matthew Phillips
- John Bostock
- Steven Berghuis
- Jerson Cabral

1 autorete
- Bruno Martins Indi (pro Francia)